# Toplo jezero
Toplo jezero (est. Lämmijärv, rus. Тёплое озеро) slatkovodno je reliktno jezero u Istočnoj Europi, smješteno na samoj granici Estonije i Ruske Federacije. Zapadni dio jezera administrativno pripada estonskima okruzima Põlvamaa i Tartumaa, dok istočni dio jezera administrativno pripada Pskovskoj oblasti Rusije. Granica između dvije države prolazi sredinom jezera.
Geografski Toplo jezero predstavlja dio Čudsko-pskovskoga jezerskoga hidrosistema, odnosno njegov središnji dio koji se kao veza smjestio između Čudskoga jezera na sjeveru i Pskovskoga jezera na jugu. Površina jezera iznosi 236 km2, što čini oko 7% ovoga hidrosistema. Najdublje je među ovima jezerima, s maksimalnom dubinom od 15,3 metara, dok je prosječna dubina oko 3,3 metra.
Jezero je zaleđeno od kraja studenoga do kraja travnja. Istočni dio obale dosta je nizak i zamočvaren, dok su zapadne obale nešto suše i više. U najužem dijelu jezero je široko svega 1,6 kilometara. Najveće pritoke su rijeke Võhandu (na zapadnoj) i Rovja (na istočnoj obali). Na jezeru se nalazi nekoliko manjih nenaseljenih otoka.

## Vanjske poveznice
|  | Zajednički poslužitelj ima još gradiva o temi Toplo jezero |

- Теплое озеро, Enciklopedijski rječnik Brockhausa i Efrona
- Псковско-Чудское озеро
- Карты Псковско-Чудского озераa